# Clerks – Sprzedawcy (album)
Clerks – Sprzedawcy – ścieżka dźwiękowa z filmu Clerks – Sprzedawcy w reżyserii Kevina Smitha. Album ze ścieżką dźwiękową został wydany 11 października 1994 roku, nakładem wytwórni Columbia.

## Lista utworów
| Nr  |  | Tytuł                                   | Wykonawca                       | Długość |
| --- |  | --------------------------------------- | ------------------------------- | ------- |
| 1.  |  | „Dante's Lament” (Dialog)               | Brian O’Halloran                | 0:04    |
| 2.  |  | „Clerks”                                | Love Among Freaks               | 3:41    |
| 3.  |  | „Kill the Sex Player”                   | Girls Against Boys              | 3:16    |
| 4.  |  | „No Time for Love, Dr. Jones” (Dialog)  | Brian O’Halloran                | 0:09    |
| 5.  |  | „Got Me Wrong”                          | Alice in Chains                 | 4:09    |
| 6.  |  | „Randal and Dante on Sex” (Dialog)      | Jeff Anderson, Brian O’Halloran | 0:19    |
| 7.  |  | „Making Me Sick”                        | Bash & Pop                      | 2:14    |
| 8.  |  | „A Bunch of Muppets” (Dialog)           | Jeff Anderson, Brian O’Halloran | 0:23    |
| 9.  |  | „Chewbacca”                             | Supernova                       | 1:26    |
| 10. |  | „Panic in Cicero”                       | The Jesus Lizard                | 3:26    |
| 11. |  | „Shooting Star”                         | Golden Smog                     | 4:40    |
| 12. |  | „Leaders and Followers”                 | Bad Religion                    | 2:41    |
| 13. |  | „I Like to Expand My Horizons” (Dialog) | Jeff Anderson, Brian O’Halloran | 0:15    |
| 14. |  | „Violent Mood Swings” (Thread Mix)      | Stabbing Westward               | 5:31    |
| 15. |  | „Berserker”                             | Love Among Freaks               | 2:08    |
| 16. |  | „Big Problems”                          | Corrosion of Conformity         | 2:15    |
| 17. |  | „Go Your Own Way”                       | Seaweed                         | 3:49    |
| 18. |  | „Social Event of the Season” (Dialog)   | Brian O’Halloran, Jeff Anderson | 0:27    |
| 19. |  | „Can't Even Tell”                       | Soul Asylum                     | 3:49    |
| 20. |  | „Jay's Chant” (Dialog)                  | Jason Mewes                     | 0:10    |
|     |  |                                         |                                 |         |